# الی کریگ
الی کریگ (انگلیسی: Elijah M. "Eli" Craig؛ زادهٔ ۲۵ مه ۱۹۷۲) یک هنرپیشه، کارگردان، فیلم‌نامه‌نویس، و تهیه‌کننده اهل ایالات متحده آمریکا است.

## بخشی از فیلمشناسی
- تاکر و دیل در برابر شیطان
- گاوچران‌های فضا
- خشم ۲